# Ron Freeman
Ronald John "Ron" Freeman, född 12 juni 1947 i Elizabeth i New Jersey, är en före detta amerikansk friidrottare.
Freeman blev olympisk mästare på 4 x 400 meter vid sommarspelen 1968 i Mexico City.